# Джонс, Стив (легкоатлет)
Стив Джонс (англ. Steve Jones, род. 4 августа 1955 года) — британский легкоатлет, который специализировался в марафоне. Экс-рекордсмен мира в марафоне.
В начале спортивной карьеры выступал на дистанции 10 000 метров. Занял 12-е место в беге на 10 000 метров на чемпионате мира 1983 года. На Олимпиаде 1984 года занял 8-е место на 10 000 метров. Бронзовый призёр чемпионата мира по кроссу 1984 года. На чемпионате мира 1993 года занял 13-е место.

## Достижения
- 1984:  Чикагский марафон — 2:08.05 — WR*
- 1985:  Лондонский марафон — 2:08.16
- 1985:  Чикагский марафон — 2:07.13
- 1987:  Бостонский марафон — 2:12.37
- 1988:  Нью-Йоркский марафон — 2:08.20
- 1992:  Марафон Торонто — 2:10.06